# Camp de concentració de Monowitz
El camp de concentració de Monowitz (també conegut com a Monowitz-Buna, Buna i Auschwitz III) va ser un camp de treball i concentració (Arbeitslager) gestionat per l'Alemanya nazi a la Polònia ocupada entre 1942 i 1945, durant la Segona Guerra Mundial i l'Holocaust. Durant la major part de la seva existència, Monowitz va ser un subcamp del camp de concentració d'Auschwitz. Des de novembre de 1943, juntament amb altres subcamps nazis a la zona van ser coneguts com a "subcamps Auschwitz III" (KL Auschwitz III-Aussenlager). El novembre de 1944, els alemanys li van canviar el nom per camp de concentració de Monowitz, després de la construcció del poble de Monowice (en alemany: Monowitz), a la part annexionada de Polònia. El SS Hauptsturmführer (capità) Heinrich Schwarz va ser el seu comandant des de novembre de 1943 fins a gener de 1945.